# Кизиленбек
Кизиленбе́к (каз. Қызылеңбек) — село у складі Майського району Павлодарської області Казахстану. Входить до складу Казанського сільського округу.
Населення — 241 особа (2021; 332 у 2009, 412 у 1999, 519 у 1989).
Національний склад станом на 1989 рік:
- казахи — 100 %

Станом на 1989 рік село називалось Кизил-Єнбек.